# Karl Andree

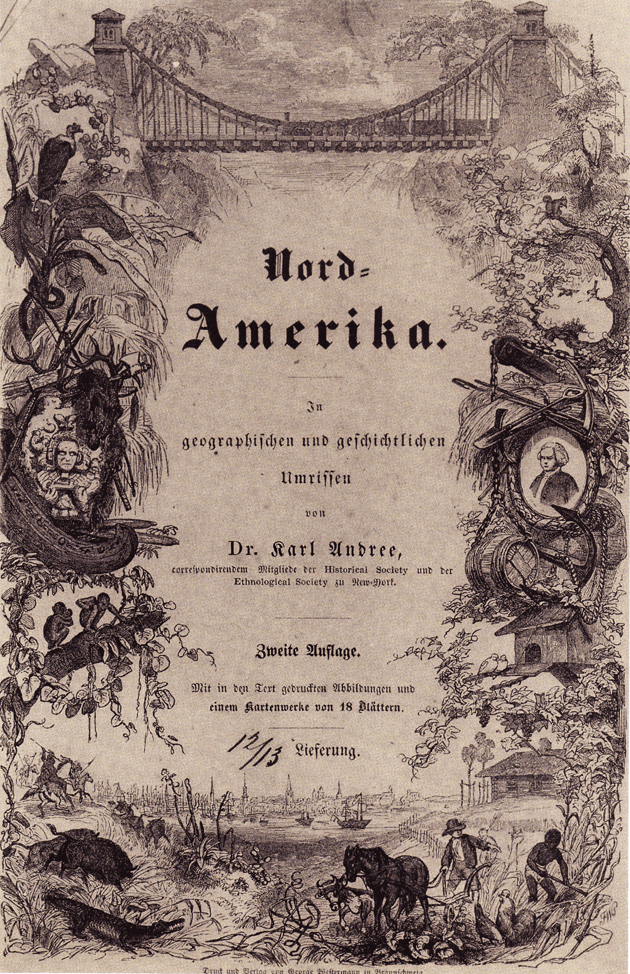
Nordamerika in geographischen und geschichtlichen Umrissen.

Karl Theodor Andree, född 20 oktober 1808 i Braunschweig, död 10 augusti 1875 i Bad Wildungen, var en tysk tidningsman och geograf; far till Richard Andree.

## Biografi
Andree studerade i Jena, Berlin och Göttingen och var sedan redaktör av flera tyska tidningar. Han översatte till tyska flera större geografiska arbeten samt författade bland annat Nordamerika in geographischen und geschichtlichen Umrissen (andra upplagan 1854), Buenos Ayres und die Argentinische Republik (1856) och Geographie des Welthandels (1867-72). År 1861 grundade han den geografisk-etnografiska tidskriften "Globus".